# Panteon, Pariz
Pariški Panteon (francosko Panthéon de Paris) je zgodovinsko in arhitekturno pomemben objekt v Parizu. Nahaja se v petem pariškem okraju (Latinska četrt) v ulici Soufflot, na vzpetini poimenovani po zavetnici Pariza, Sveti Genovefi. V bližini Panteona so  cerkev Saint Étienne-sur-Mont, Knjižnica svete Genovefe, Univerza v Parizu I. (Panthéon-Sorbonne) in Univerza v Parizu II. (Panthéon-Assas), urad župana petega okraja in Licej kralja Henrika IV.. Pariški Panteon je bil zgrajen kot cerkev, v kateri naj bi bili shranjeni posmrtni ostanki svete Genovefe, a je sčasoma postal prostor, v katerem se nahajajo grobnice ljudi, ki so najbolj zaznamovali francosko zgodovino. Njegova arhitektura in notranja oprema odsevata zgodovino Francoske države.

## Zgodovina panteona

### Katoliška cerkev
Ko je leta 1744 francoski kralj Ludvik XV. Francoski bolehal za težko boleznijo, je obljubil, da bo, če preživi, dal v Parizu zgraditi cerkev, posvečeno zavetnici Pariza, Sveti Genovefi. Ko je ozdravel, je zadolžil markiza Marignyjskega, generalnega direktorja ustanove, zadolžene za gradnjo, da na mestu, kjer stojijo ruševine nekdanje opatije Sv. Genovefe, postavi cerkev. Leta 1755 je omenjeni markiz zadolžil arhitekta Jean-Germain Soufflouta za izdelavo gradbenega načrta. 
Temelji so bili zgrajeni že leta 1758, a so finančne težave in Souffloutova smrt leta 1780 napredovanje gradnje upočasnili. Zgradba je bila dokončana pod vodstvom Souffloutovega sodelavca, Jeana-Baptista Rondeleta leta 1790. 
Med letoma 1791 in 1793 je Quatremère de Quincy temeljito spremenil arhitektonsko zasnovo zgradbe in jo preoblikoval v Panteon, kakršnega lahko vidimo že danes. Danes je Panteon zgradba, dolga 110 metrov in široka 84 metrov. Pročelje je obdano s stebriščem iz korintskih stebrov, ki so nameščeni pod trikotnim nadstreškom, ki ga je izdelal David D'Angers. Zgradba, ki ima obliko grškega križa, se ponaša s kupolo, visoko 83 metrov, na vrhu katere je lanterna. Notranjost so okrasili akademski slikarji, kot so Puvis de Chavannes, Gros in Cabanel.

### Od katoliške cerkve do republikanskega templja
Francoska skupščina je ob koncu francoske revolucije odločila, da bo zgradbo, ki je bila pravkar dokončana, a še ne posvečena kot cerkev, namenila kot nekropolo »velikanom Francije«. S tem namenom je bila celotna zgradba preoblikovana in na pročelje je bilo zapisano: »Aux grands hommes, la patrie reconnaissante« (Velikim možem, hvaležna domovina). 
V času prvega imperija je bil Panteon grobnica in sakralni prostor obenem. Po letu 1814 in do leta 1830, je kralj Ludvik XVIII. zgradbo spremenil v običajno cerkev, posvečeno sveti Genovefi, ki je služila izključno pastoralnim namenom. Z revolucijo leta 1830 je bila cerkev ponovno spremenjena v Panteon. David d'Angers je ponovno izdelal trikotni nadstrešek in vanj ponovno vklesal napis »Aux grands hommes, la patrie reconnaissante«. V času drugega imperija (1851-1870), je zgradba ponovno postala cerkev in napis je izginil. Od leta 1885, ko je bil v Panteonu pokopan Victor Hugo, zgradba nikoli ni več služila kot cerkev, temveč kot mesto zadnjega počitka velikanov Francoske republike. 
31. marca 1851 je v Panteonu astronom Jean-Bernard-Leon Foucault izvedel poskus, s katerim je dokazal vrtenje Zemlje okoli lastne osi (Foucaultovo nihalo). Na prvem nihalu je visela utež iz svinca in zavita v baker, težka 28 kilogramov, ki je visela na žici dolgi 67 metrov, debeline 1,4 milimetra in je opravila en nihaj v 16 sekundah. Javna predstavitev poskusa z nihalom je trajala dva meseca. 
V času Pariške komune (1871) je bila v Panteonu osrednja utrdba komunardov, dokler Pariza niso zavzeli Versajci in je komuna klonila pred generalom nasprotnikov, Jeanom-Baptistom Millièreom. 
Leta 1902, je Francoska astronomska družba, ki jo je vodil Henri Poincaré, predlagala, da »velja pod kupolo Panteona obnoviti lepo in poučno Foucaultovo izkušnjo, ki jo je prekinil državni prevrat decembra leta 1851, še preden bi lahko iz nje potegnili vse zaključke, ki bi jih lahko«. 22. oktobra istega leta so pod kupolo postavili novo Foucaultovo nihalo in projekt je finančno podprla Camille Flammarion. Več kot 2000 ljudi je bilo prisotnih ob ponovni svečani otvoritvi nihala. 
21. maja 1981 se je prvi sedemletni mandat francoskega predsednika Françoisa Mitterranda pričel s slovesnostjo v Panteonu, med katero je predsednik položil rdeče vrtnice na grobnice Jeana Jaurèsa, Jeana Moulina in Victorja Schœlcherja. 
Jeseni leta 1995 so na Foucaultovo nihalo ponovno obesili, prahu očiščeno, 28 kilogramsko železno utež, kakor je tam visela leta 1851. 
Od leta 1920 je pariški Panteon zaščiten kot zgodovinski spomenik.  

## Slavne osebnosti, pokopane v Panteonu
V kripti Panteona je bilo leta 2005 pokopanih 73 ljudi (v grobnicah ali urnah). 
| Datum pokopa v Panteonu               | Ime                                                        | Opomba |
| ------------------------------------- | ---------------------------------------------------------- | --- |
| 1791                                  | Mirabeau                                                   | Odstranjen 21. septembra 1793, po odkritju njegovega dopisovanja z Ludvikom XVI.                            |
| 1791 (11. julija)                     | Voltaire                                                   | |
| 1792                                  | Nicolas-Joseph Beaurepaire                                 | premestitev ni bila izvršena                                                                                |
| 1793 (24. januarja)                   | Louis-Michel Lepeletier de Saint-Fargeau                   | Usmrčen poslanec, iz Panteona odstranjen 14. februarja 1795. Njegovo truplo je prevzela njegova družina.    |
| 1793                                  | Augustin-Marie Picot, markiz Dampierreški                  | Izginil |
| 1794 (21. september)                  | Marat                                                      | Odstranjen iz Panteona 8. februarja 1795 zaradi mumifikacije.                                               |
| 1794 (11. oktober)                    | Jean-Jacques Rousseau                                      | |
| 1806                                  | Claude-Louis Petiet                                        | |
| 1806                                  | François Denis Tronchet                                    | |
| 1807                                  | Jean Étienne Marie Portalis                                | |
| 1807                                  | Louis-Pierre-Pantaléon Resnier                             | |
| 1807                                  | Louis-Joseph-Charles-Amable d'Albert, vitez de Luynes      | Odstranjen iz Panteona                                                                                      |
| 1807                                  | Jean-Baptiste-Pierre Béviere                               | |
| 1808(Prvo cesarstvo)                  | Francois Barthélemy, princ Béguinot                        | |
| 1808(Prvo cesarstvo)                  | Pierre-Jean-Georges Cabanis                                | |
| 1808(Prvo cesarstvo)                  | Gabriel-Louis, markiz Caulainkurški                        | |
| 1808(Prvo cesarstvo)                  | Jean-Frédéric, princ de Perrégaux                          | |
| 1808(Prvo cesarstvo)                  | Antoine-César de Choiseul, vitez de Praslin                | |
| 1808(Prvo cesarstvo)                  | Jean-Pierre-Firmin, grof Malher                            | Urna z njegovim srcem                                                                                       |
| 1809(Prvo cesarstvo)                  | Jean Baptiste Papin, grof de Saint-Christau                | |
| 1809(Prvo cesarstvo)                  | Joseph-Marie, grof Vien                                    | |
| 1809(Prvo cesarstvo)                  | Pierre Garnier, grof de Laboissiere                        | |
| 1809(Prvo cesarstvo)                  | Jean Pierre, comte Sers                                    | Urna z njegovim srcem                                                                                       |
| 1809(Prvo cesarstvo)                  | Jérôme-Louis-François-Joseph, comte de Durazzo             | Urna z njegovim srcem                                                                                       |
| 1809(Prvo cesarstvo)                  | Justin Bonaventure Morard de Galles, comte                 | Urna z njegovim srcem                                                                                       |
| 1809(Prvo cesarstvo)                  | Emmanuel Crétet, grof de Champmol                          | |
| 1810(Prvo cesarstvo)                  | Giovanni Baptista, kardinal Caprara                        | |
| 1810(Prvo cesarstvo)                  | Louis-Joseph-Vincent-Leblond, grof de Saint-Hilaire        | |
| 1810(Prvo cesarstvo)                  | Jean-Baptiste, grof Treilhard                              | |
| 1810(Prvo cesarstvo)                  | Jean Lannes, duc de Montebello                             | |
| 1810(Prvo cesarstvo)                  | Charles-Pierre-Claret, grof de Fleurieu de La Tourette     | |
| 1811(Prvo cesarstvo)                  | Louis-Antoine, grof de Bougainville                        | |
| 1811(Prvo cesarstvo)                  | Charles, kardinal Erskine of Kellie                        | |
| 1811(Prvo cesarstvo)                  | Alexandre-Antoine Hureau, baron de Sénarmont               | Urna z njegovim srcem                                                                                       |
| 1811(Prvo cesarstvo)                  | Ippolito Antonio, kardinal Vicenti Mareri                  | |
| 1811(Prvo cesarstvo)                  | Nicolas-Marie, grof de Songis des Courbons                 | |
| 1811(Prvo cesarstvo)                  | Michel, grof Ordener                                       | |
| 1812(Prvo cesarstvo)                  | Jean-Marie-François Lepaige, grof Dorsenne                 | |
| 1812(Prvo cesarstvo)                  | Jean Guillaume De Winter, grof de Huessen                  | |
| 1813(Prvo cesarstvo)                  | Hyacinthe-Hugues-Timoléon de Cossé, grofica de Brissac     | |
| 1813(Prvo cesarstvo)                  | Jean-Ignace Jacqueminot, grof de Ham                       | |
| 1813(Prvo cesarstvo)                  | Joseph Louis, grof Lagrange                                | |
| 1813(Prvo cesarstvo)                  | Frédéric Henri Walther                                     | |
| 1813(Prvo cesarstvo)                  | Jean, grof Rousseau                                        | |
| 1813(Prvo cesarstvo)                  | François-Marie-Joseph-Justin, grof de Viry                 | |
| 1814(Prvo cesarstvo)                  | Jean-Nicolas, grof Démeunier                               | |
| 1814(Prvo cesarstvo)                  | Jean-Louis-Ebenezer, grof Reynier                          | |
| 1814(Prvo cesarstvo)                  | Claude-Ambroise Régnier, vitez de Massa di Carrara         | |
| 1815(Prvo cesarstvo)                  | Antoine-Jean-Marie, grof Thévenard                         | |
| 1815(Prvo cesarstvo)                  | Claude-Juste-Alexandre, grof Legrand                       | |
| 1829(Obnova)                          | Jacques-Germain Soufflot                                   | |
| 1885 (1. junij)(Tretja republika)     | Victor Hugo                                                | |
| 1889 (4. avgust)(Tretja republika)    | Lazare-Nicolas-Marguerite, grof Carnot                     | Pokopan med slovesnostjo ob spominu na stoletnico francoske revolucije                                      |
| 1889 (4. avgust)(Tretja republika)    | Théophile Malo Corret de la Tour d'Auvergne                | Pokopan med slovesnostjo ob spominu na stoletnico francoske revolucije                                      |
| 1889 (4. avgust)(Tretja republika)    | Jean-Baptiste Baudin                                       | Pokopan med slovesnostjo ob spominu na stoletnico francoske revolucije                                      |
| 1889 (4. avgust)(Tretja republika)    | François-Séverin Marceau-Desgraviers, dit Marceau          | Pokopan med slovesnostjo ob spominu na stoletnico francoske revolucije - pokopan je le del njegovega telesa |
| 1894 (29. junij)(Tretja republika)    | Marie François Sadi Carnot                                 | Pokopan takoj po atentatu                                                                                   |
| 1907 (25. marec)(Tretja republika)    | Marcellin Berthelot                                        | Madame Sophie Berthelot je pokopana skupaj s svojim soprogom                                                |
| 1908 (5. junij)(Tretja republika)     | Émile Zola                                                 | |
| 1920 (11. november)(Tretja republika) | Léon Gambetta                                              | Urna z njegovim srcem                                                                                       |
| 1924 (23. november)(Tretja republika) | Jean Jaures                                                | |
| 1933 (4. november)(Tretja republika)  | Paul Painlevé                                              | |
| 1948 (17. november)(Četrta republika) | Paul Langevin                                              | |
| 1948 (17. november)(Četrta republika) | Jean Perrin                                                | Pokopan na isti dan kot Paul Langevin                                                                       |
| 1949 (20. maj)(Četrta republika)      | Adolphe-Sylvestre-Félix Éboué                              | Prvi črnec pokopan v Panteonu; Leta 2002, mu je sledil Dumas.                                               |
| 1949 (20. maj)(Četrta republika)      | Victor Schoelcher                                          | Njegov oče, Marc, je tudi pokopan v Panteonu. Victor je želel biti pokopan s svojim očetom.                 |
| 1952 (22. junij)(Četrta republika)    | Louis Braille                                              | |
| 1964 (19. december)(Peta republika)   | Jean Moulin                                                | |
| 1987 (5. oktober)(Peta republika)     | René Cassin                                                | |
| 1988 (9. november)(Peta republika)    | Jean Monnet                                                | Prenešen v Panteon po sto letih od njegovega rojstva.                                                       |
| 1989 (12. december)(Peta republika)   | Abbé Baptiste-Henri Grégoire                               | Pokopan med slovesnostjo ob dvestoletnici francoske revolucije                                              |
| 1989 (12. december)(Peta republika)   | Gaspard Monge, comte de Péluse                             | Pokopan med slovesnostjo ob dvestoletnici francoske revolucije                                              |
| 1989 (12. december)(Peta republika)   | Marie-Jean-Antoine-Nicolas de Caritat, markiz de Condorcet | Pokopan med slovesnostjo ob dvestoletnici francoske revolucije                                              |
| 1995 (20. april)(Peta republika)      | Pierre Curie                                               | |
| 1995 (20. april)(Peta republika)      | Marie Curie                                                | Prva ženska panteoizirana ob njegovem odprtju.                                                              |
| 1996 (23. november)(Peta republika)   | André Malraux                                              | |
| 2002 (30. november)(Peta republika)   | Alexandre Dumas                                            | |